# Балка Грузька (Росія)
Балка Грузька — хутір в Новопокровському районі Краснодарського краю.
Входить до Кальниболотського сільського поселення.

## Географія
Відстань до станиці Кальниболоцької близько 18 км, до Тихорєцька — близько 14 км.

### Вулиці
- вул. Зелена.
- вул. Широка
- пров. Клубний

## Історія
Хутір виник у 1930 році.

## Населення
На хуторі мешкають 130 жителів, з них 27 дітей. В основному хутір населяють росіяни, але є українці і марійці.